# Чонтей, Арли Исхакович
Арли Чонтей (род. 1 июня 1992, Нарын) — казахстанский тяжелоатлет, чемпион мира 2021 года, бронзовый призёр Универсиады (2017), серебряный призёр чемпионата мира (2018), чемпион Азии (2020). Заслуженный мастер спорта Республики Казахстан.

## Карьера
Этнический дунганин. С восьмилетнего возраста тренировался в спортивном интернате провинции Хунань (Китай). Не получив возможности пробиться в сборную Китая, в 2008 году переехал в Кыргызстан. Позже, в 2012 году Арли Чонтей получил гражданство Казахстана, но из-за болезни не смог выступить на Олимпиаде в Лондоне. Призёр чемпионатов мира.
Чемпион Казахстана 2013 года. Победитель Республиканского турнира имени Анатолия Храпатого (2014).
Участник чемпионата Азии (2013, 6-е место), участник казанской Универсиады (2013, 4-е место), участник чемпионата мира (2013, 6-е место), участник чемпионата мира (2014, 6-е место), участник летних Азиатских игр (2014, 7-е место).
Серебряный призёр чемпионата мира 2015 года в рывке. Но в толчке пропустил подходы на начальных весах, а на весе 150 кг не справился со штангой.
В начале ноября 2018 года на чемпионате мира в Ашхабаде, казахстанский спортсмен, в весовой категории до 55 кг, завоевал серебряную медаль по сумме двух упражнений, набрав в итоге 258 кг, и уступил только четырёхкратному чемпиону миру и олимпийскому чемпиону Лондона корейцу Ом Юн Чхолю.
18 апреля 2021 года стал чемпионом Азии, подняв на 11 кг больше своего соотечественника Аблая Ауелханова.
В декабре 2021 года принял участие в чемпионате мира, который состоялся в Ташкенте. В весовой категории до 55 килограммов, Арли по сумме двух упражнений с весом 260 кг стал чемпионом мира. В упражнении рывок был вторым (118 кг), а в упражнении толчок он завоевал малую бронзовую медаль (142 кг). 
На чемпионате мира 2022 года в Боготе, в Колумбии в категории до 55 кг стал четвёртым по сумме двух упражнений с результатом 259 кг, завоевал малую серебряную медаль в упражнении "рывок" с результатом 118 кг.
Студент КазАСТ.
Награждён почётной грамотой МВД Казахстана.

## Спортивные результаты
| Год  | Соревнование                                    | Место проведения | Весовая категория | Рывок     | Толчок    | Сумма двоеборья | Место |
| 2012 | Кубок Казахстана                                | Кызылорда        | до 56 кг          |           |           |                 | 1     |
| 2012 | Турнир на призы Каныбека Осмоналиева            | Бишкек           | до 56 кг          |           |           | 225 кг          | 1     |
| 2013 | Молодёжные спортивные игры Республики Казахстан | Шымкент          | до 56 кг          | 125 кг NR | 140 кг NR | 265 кг NR       | 1     |
| 2013 | Чемпионат Казахстана                            | Талдыкорган      | до 62 кг          | 125 кг    | 147 кг    | 272 кг          | 1     |
| 2013 | Чемпионат Азии                                  | Астана           | до 56 кг          | 115 кг    | —         | —               | DNF   |
| 2013 | Универсиада                                     | Казань           | до 56 кг          | 115 кг    | 130 кг    | 245 кг          | 4     |
| 2013 | Чемпионат мира                                  | Вроцлав          | до 56 кг          | 117 кг    | 140 кг    | 257 кг          | 6     |
| 2014 | Чемпионат Казахстана                            | Талдыкорган      | до 56 кг          | 105 кг    | 130 кг    | 235 кг          | 1     |
| 2014 | Азиатские игры                                  | Инчхон           | до 56 кг          | 122 кг    | 145 кг    | 267 кг          | 7     |
| 2014 | Чемпионат мира                                  | Алматы           | до 56 кг          | 129 кг    | 145 кг    | 274 кг          | 6     |
| 2015 | Турнир имени Анатолия Храпатого                 | Караганда        | до 62 кг          | 121 кг    | 147 кг    | 268 кг          | 2     |
| 2015 | Летняя Спартакиада Республики Казахстан         | Талдыкорган      | до 62 кг          |           |           | 294 кг          | 1     |
| 2015 | Чемпионат мира                                  | Хьюстон          | до 56 кг          | 132 кг    | —         | —               | DNF   |
| 2016 | Чемпионат Казахстана                            | Талдыкорган      | до 62 кг          | 126 кг    | 155 кг    | 282 кг          | 1     |
| 2016 | Летние Олимпийские игры                         | Рио-де-Жанейро   | до 56 кг          | 130 кг    | 148 кг    | 278 кг          | 4     |
| 2017 | Универсиада                                     | Тайбэй           | до 56 кг          | 115 кг    | 143 кг    | 258 кг          | 3     |
| 2018 | Кубок Казахстана                                | Шымкент          | до 56 кг          | 115 кг    | 136 кг    | 251 кг          | 1     |
| 2018 | Чемпионат Казахстана                            | Талдыкорган      | до 55 кг          | 110 кг    | 130 кг    | 240 кг          | 1     |
| 2018 | Чемпионат мира                                  | Ашхабад          | до 55 кг          | 120 кг    | 138 кг    | 258 кг          | 2     |
| 2018 | International Qatar Cup                         | Доха             | до 61 кг          | 115 кг    | 130 кг    | 245 кг          | 4     |
| 2019 | Чемпионат Азии                                  | Нинбо            | до 55 кг          | 113 кг NR | 133 кг NR | 246 кг NR       | 3     |
| 2019 | Летняя Спартакиада Республики Казахстан         | Талдыкорган      | до 55 кг          | 115 кг    | 135 кг    | 250 кг          | 2     |
| 2019 | Чемпионат мира                                  | Паттайя          | до 55 кг          | 118 кг    | 145 кг    | 263 кг          | 5     |
| 2020 | Чемпионат Казахстана                            | Ташкент          | до 55 кг          | 100 кг    | 125 кг    | 225 кг          | 2     |
| 2021 | Чемпионат Азии                                  | Ташкент          | до 55 кг          | 115 кг    | 140 кг    | 255 кг          | 1     |
| 2021 | Чемпионат мира                                  | Ташкент          | до 55 кг          | 118 кг    | 142 кг    | 260 кг          | 1     |